# Zvonimir Monsider
Zvonimir Monsider (Zagreb, 11. svibnja 1920. – Crystal River, Florida, SAD, 16. ožujka 1997.), bio je hrvatski reprezentativni nogometni vratar i trener. Za vrijeme Drugoga svjetskog rata bio je vojni pilot Zrakoplovstva NDH. 

## Igračka karijera

### Klupska karijera

#### Hrvatska
Počeo igrati nogomet kao 10–godišnji gimnazijalac u Požegi, 1934. godine vraća se u rodni Zagreb i nastavlja školovanje u III. realnoj gimnaziji, te se ujedno prijavljuje za malo poznati Juventus Zagreb, a potom za Mladost u zagrebačkoj Knežiji, 1937./38. nastupa za Trgovački, a 1938./39. za Ferrariju, 1939. prelazi u Concordiju čiji dres nosi sve do svibnja 1945. godine, a u 1942. godini s njom osvaja i prvenstvo NDH. Po završetku Drugoga svjetskog rata, u rujnu 1945. godine, pristupa zagrebačkome Dinamu, u kojem je igrao do proljeća 1948. godine. Prigodom Dinamove prvenstvene utakmice u Trstu protiv Ponziane, 26. ožujka 1948. godine, osam dana prije Uskrsa 1948. godine, odvaja se od suigrača i zajedno s drugim vratarom, Josipom Babićem, odlazi u emigraciju.

#### Emigracija
Prijavljuje se za S.S. Lazio u Rimu. Klupska uprava Lazia i Talijanski nogometni savez službeno su zatražili od Nogometnog saveza Jugoslavije u Beogradu potrebne dozvole, kako bi mogao nastupati za Lazio. No, dozvole su i Monsider i Lazio čekali duže od godinu i pol dana. Po njihovom primitku i ostvarivanju prava nastupa, SS Lazio ustupa Monsidera Padovi, za koju je odigrao drugi dio sezone 1949./50. Po završetku natjecateljske sezone vraća se u Rim, gdje pristupa novooformljenoj momčadi Hungaria FbC, sastavljenoj od poznatih nogometaša, emigranata iz zemalja istočnog bloka, među kojima su bila poznata imena kao Ladislao Kubala, György Sárosi, Gyula Zsengellér, Ferenc Nyers, Aleksandar Aranđelović i drugi, a koji su to vrijeme nastupali u talijanskim klubovima. Trener im je bio Ferdinand Daučik, i sam emigrant iz Slovačke, koji je do završetka Drugoga svjetskog rata bio izbornik u slovačke nogometne reprezentacije. Na turneji po Španjolskoj i zemljama Južne Amerike, Hungaria je ostvarila odlične rezultate, a vratar Monsider bio je među najzapaženijima u momčadi. To je bio razlog što je po završetku turneje Monsider sklopio ugovor s kolumbijskim klubom Universidad iz Bogote na jednu godinu, te je tu sezonu odradio više nego odlično. Po završetku jednogodišnjeg ugovora vraća se u Španjolsku i nastanjuje se u Barceloni. Odluka španjolskog nogometnog saveza, kojom se strancima zabranjuje nastupanje u španjolskim klubovima, poremetila je Monsiderove planove, jer je na njegovu nesreću izglasana samo 24 sata prije potpisivanja ugovora s Barcelonom.

### Reprezentativna karijera
Godine 1941., uoči Drugoga svjetskog rata, Monsider je odigrao jednu utakmicu za B sastav Kraljevine Jugoslavije protiv Mađarske u Budimpešti. 
Za hrvatsku nogometnu reprezentaciju odigrao je šest utakmica u razdoblju između 1942. i 1943. godine, tri protiv Slovačke, te po jednu protiv Mađarske, Švicarske i Rumunjske, te primio ukupno 6 pogodaka. Odigrao je i jednu utakmicu za mladi sastav Hrvatske 1943. godine u Padovi protiv Italije, te je 4 puta bio na vratima reprezentacije Zagrebačkog nogometnog podsaveza. 
Za jugoslavensku reprezentaciju branio je sedam puta (1946. – 1947.), nastupivši prvi puta 1946. godine protiv Čehoslovačke (2:0) u Pragu, a posljednji puta 1947. godine protiv Albanije (4:2) u Tirani.

## Trenerska karijera
Nakon što mu je propao angažman u Barceloni, 1952. godine pohađao je nacionalni trenerski tečaj u Barceloni i završio ga kao peti rangirani stručnjak od tridesetak polaznika, te je postao trener u Španjolskom nogometnom savezu. Međutim, klub C.D. Sabadell iz Barcelone ponudio je bolje uvjete i ugovor na dvije godine te Monsider prihvaća treniranje prve momčadi spomenutog kluba, gdje ostaje do 1955. godine. Po okončanju tog ugovora od 1955. do 1961. godine trenirao je klubove 2. i 3. španjolske lige: Barakaldo, Barakaldo, Sants, L'Hospitalet. Tada, nakon dvije igračke godine provedene u Italiji i jedne u Kolumbiji, te deset u Španjolskoj kao trener, Monsider 1961. godine napušta Europu i seli u SAD. Međutim, u toj zemlji su nogomet igrali samo emigranti raznih narodnih skupina i nije bilo moguće nastaviti s profesionalnim nogometom, od kojeg se moglo živjeti, tako da je Monsider trenirao još samo amaterske i poluamaterske momčadi, poput hrvatskog kluba Metros Croatia iz Toronta. 